# اسلمبال
اسلمبال (به انگلیسی: Slamball) یک ورزش تیمی ۴ نفره است که شباهت به بسکتبال دارد و در سال ۲۰۰۱ به رسمیت شناخته شده‌است. این ورزش در یک زمین ترکیبی با حرکاتی مرکب از پرش از روی ترامبولین ، هاکی روی یخ و حرکاتی از بسکتبال به ویژه به تاب به توپ انجام می‌شود .
در اطراف یک زمین بسکتبال که روی سطح آن با تشک پوشانده شده‌است و در هر دو انتهای آن تخته بسکتبال وجود دارد . یک ضربه سرویس دارای سه امتیاز است. ضربات دیگر فقط دارای دو امتیاز می‌باشند. به استثنای دو دقیقه آخربازی که در آن مدت ضربات خارج از ترامبولین و روی خط زمین هم دارای سه امتیاز می‌باشند. نگه داشتن کامل و مسدود کردن مسیر ضربه تیم حریف یک (استاپ) نامیده می‌شود. این بازی در رده بازی‌های (Full Contact که بسیارپرضرب هستند.)جای می‌گیرد.برنده در پایان بازی تیمی است که در زمان مشخص از تیم مقابل امتیاز بیشتری کسب کند. بازی‌های حرفه‌ای اسلم بال از طریق شبکه تلویزیونی اسپایک در دو فصل سالهای ۲۰۰۲ تا ۲۰۰۳ پخش شد.

## قوانین
کسب امتیازات در این بازی به این نحو صورت می‌گیرد :
- اگر بازیکن توپ را به شکلی وارد سبد کند که دستش به آن برخورد نکند ۲ امتیاز محسوب می‌شود.
- اگر بازیکن به نحوی توپ را وارد سبد کند که دستش به آن برخورد کند یا آن را بگیرد ۳ امتیاز حساب می‌شود.
- Slam Dunksها نیز ۳ امتیاز محسوب می‌شوند.
- شوت‌ها از پشت محوطه سه امتیازی نیز ۳ امتیاز دارند.

هر تیم از ۴ بازیکن داخل زمین و ۸ یا ۹ نفر نیز به عنوان ذخیره تشکیل شده‌است.تعویض‌ها نیز نامحدود هستند و میتوان در حین بازی و بدون توقف تعویض‌ها را انجام داد.
بازی توسط دو داور و منشی میز اداره می‌شود.بازی در ۴ کوارتر ۵ دقیقه‌ای برگزار می‌شود.
زمان مالکیت توپ در این بازی ۲۰ ثانیه است.

## پست‌ها
Handler:نقش این بازیکن در زمین تدارک حمله و پاس کاری بین اعضای تیم است.
Gunner:بازیکن امتیازآور هر تیم است که معمولاً حمله را به گل تبدیل می‌کند.
Stopper:بازیکن دفاعی هر تیم است که معمولاً در مقابل Gunner هر تیم قرار میگیرد.
تیم‌ها آزادند تا هر ترکیبی را اجرا کنند اما ترکیب معمول استفاده از دو Handler یکGunner و یک Stopper است.

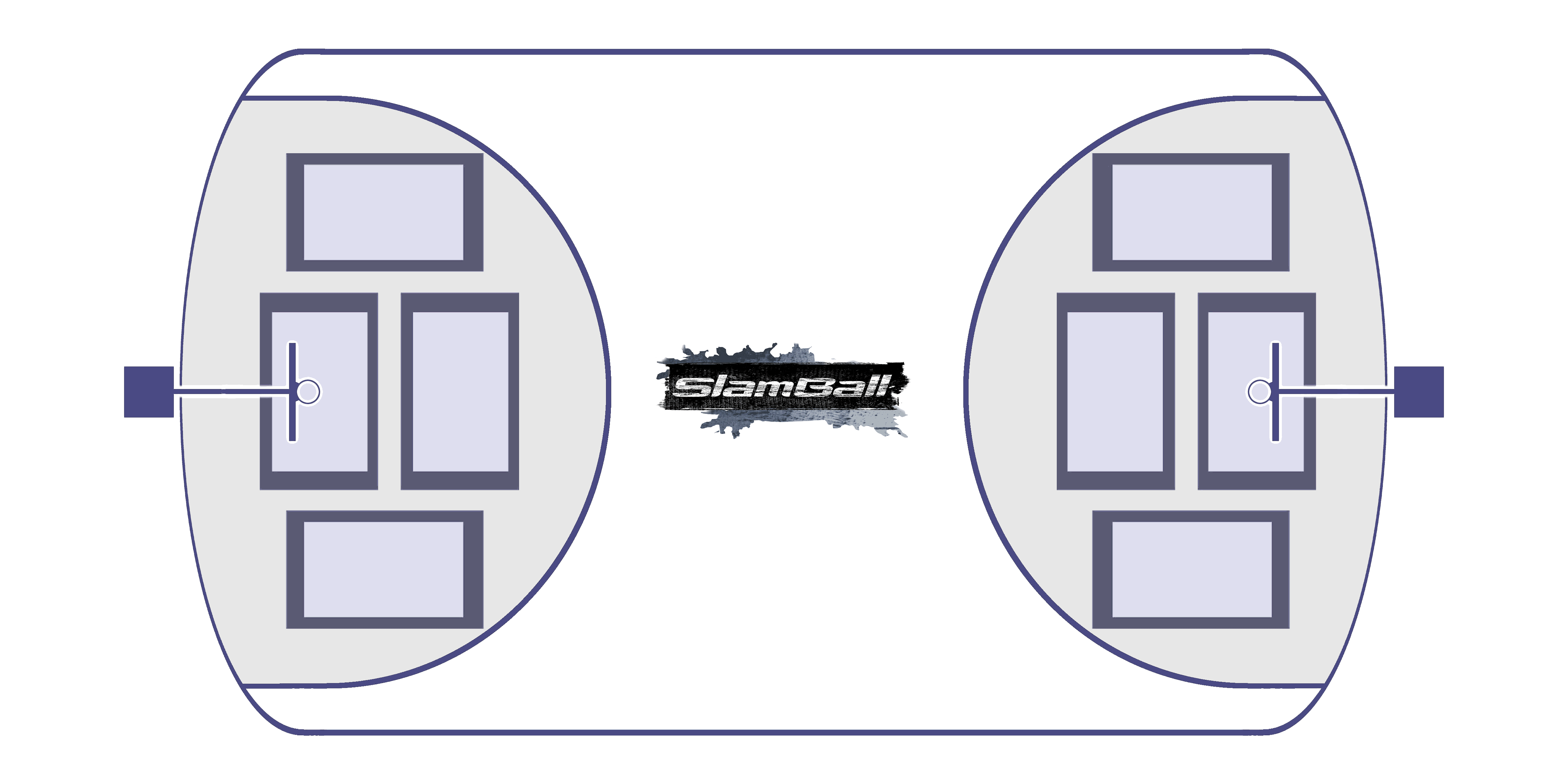

## اسلمبال در ایران
این رشته ورزشی بزودی در ایران برای اولین بار در باشگاه بیگ اِیر _ ایران (BigAir_Iran) اجرا خواهد شد